# Oxford
Oxford város és egyben egy helyi önkormányzattal rendelkező terület 134 248 lakossal Angliában. (2001-es adat). Ez ad otthont a University of Oxfordnak, az angol nyelvterületen legrégebben alapított egyetemnek.
Közismert neve: az álmodó tornyok városa. Ezt először Matthew Arnold mondta a városra, az egyetem épületeinek harmonikus építészete miatt. A Temze átszeli a várost, a belterületi, körülbelül 18 kilométeres részt Isisnek is hívják.
Oxford egyik külvárosában, Cowleyben hosszú ideje folyik autógyártás. Jelenleg a BMW Minit készítik itt.

## Fekvése
Oxford Londontól 85 km-re nyugat-északnyugatra, Birminghamtől 90 km-re délkeletre található. Oxford a két várost összekötő M40 autópálya vonalán fekszik. A sztráda városon belüli része 11 km. Az A34 autópálya, ami Hampshire-t köti össze Midlandsszel, a város nyugati elkerülő útjának része. Ezeken kívül a Londont Costwoldsszel és Nyugat-Walesszel összekötő A40-es út és az Oxford-Swindon-Bristol vonalat követő A420-as út kapcsolja be a várost az ország közúti vérkeringésébe.

### Földrajzi koordinátái
A város központjának tekintett Carfax Tower koordinátái: É: 51° 45′ 31″ Ny: 01° 15′ 12″

## Éghajlata
| Hónap                                    | Jan.  | Feb.  | Már.  | Ápr. | Máj. | Jún. | Júl. | Aug. | Szep. | Okt. | Nov.  | Dec.  | Év    |
| ---------------------------------------- | ----- | ----- | ----- | ---- | ---- | ---- | ---- | ---- | ----- | ---- | ----- | ----- | ----- |
| Rekord max. hőmérséklet (°C)             | 15,9  | 18,8  | 22,1  | 27,6 | 30,6 | 34,3 | 36,5 | 35,1 | 33,4  | 29,1 | 18,9  | 15,9  | 36,5  |
| Átlagos max. hőmérséklet (°C)            | 7,6   | 8,0   | 10,9  | 13,6 | 17,1 | 20,3 | 22,7 | 22,3 | 19,1  | 14,8 | 10,5  | 7,7   | 14,6  |
| Átlagos min. hőmérséklet (°C)            | 2,1   | 1,8   | 3,7   | 5,0  | 7,9  | 10,9 | 13,0 | 12,9 | 10,7  | 7,8  | 4,6   | 2,3   | 6,9   |
| Rekord min. hőmérséklet (°C)             | −16,6 | −16,2 | −12,0 | −5,6 | −3,4 | 0,4  | 2,4  | 0,2  | −3,3  | −5,7 | −10,1 | −17,8 | −17,8 |
| Átl. csapadékmennyiség (mm)              | 57    | 43    | 48    | 49   | 57   | 48   | 49   | 57   | 54    | 70   | 67    | 63    | 660   |
| Havi napsütéses órák száma               | 63    | 79    | 111   | 161  | 193  | 191  | 207  | 197  | 141   | 111  | 71    | 54    | 1578  |
| Forrás: Met Office, University of Oxford |       |       |       |      |      |      |      |      |       |      |       |       |       |

## Története
Először az angolszászok foglalták el, az ekkori település neve valószínűleg Oxenaforda volt. Először Szent Frideswide alapított itt apácazárdát a 8. században. Első írásos említése a 912-ben kiadott Anglo-Saxon Chronicle-ben (Angolszász Krónikában) olvasható. A 10. században fontos katonai határváros volt Mercia és Wessex királyságok között. A dánok is számos alkalommal megtámadták a települést. Szent Frideswide a város és az egyetem védőszentje.
A University of Oxford első írásos említése egy 12. századi feljegyzésben található. Az egyetem legrégebbi részei a University College (1249) a Balliol (1263) és a Merton (1264). Ebben az időben kezdték el Európa-szerte lefordítani a görög filozófusok írásait. Ezek az írások kihívások elé állították az európai felfogást – kutatásra késztetett a tudomány és merészebb művek készítésére a művészetek területén. A társadalom új nézőpontból kezdte magát szemlélni. Az új intézményeket az egyház abban a reményben támogatta, hogy össze tudják egyeztetni a görög filozófusok és a keresztény teológia tanításait.
A Christ Church Cathedral, Oxford egyedülálló abban a tekintetben, hogy egyszerre egyetemi kápolna és katedrális. Eredetileg Szent Frideswide Kolostorának temploma volt, majd később ezt kibővítették és beépítették a Cardinal's College épületegyüttesébe. 1546 óta az oxfordi egyházmegye székesegyházaként használják.
A kapcsolat az egyetem és a város között nem volt könnyű – jó néhány hallgatót megöltek 1355-ben a Szent Skolasztika napi lázadáskor.
Az angol polgárháború idején, 1642-ben Oxford adott otthont I. Károly udvarának, miután a királyt kiűzték Londonból. A város 1646-ban Fairfax tábornok vezetésével megadta magát.
1790-ben az Oxford-csatorna megteremtette az összeköttetést a város és Coventry között. A Duke's Cutot Marlborough hercege fejezte be, összekapcsolva az új víziutat a Temzével. 1796-ban az Oxford Canal társaság saját átjárót épített a csatorna és a folyó között az Isis zsilipnél. Az 1840-es években a Nagy Nyugati Vasút és a London és Északnyugat Vasút kötötte össze Oxfordot Londonnal.

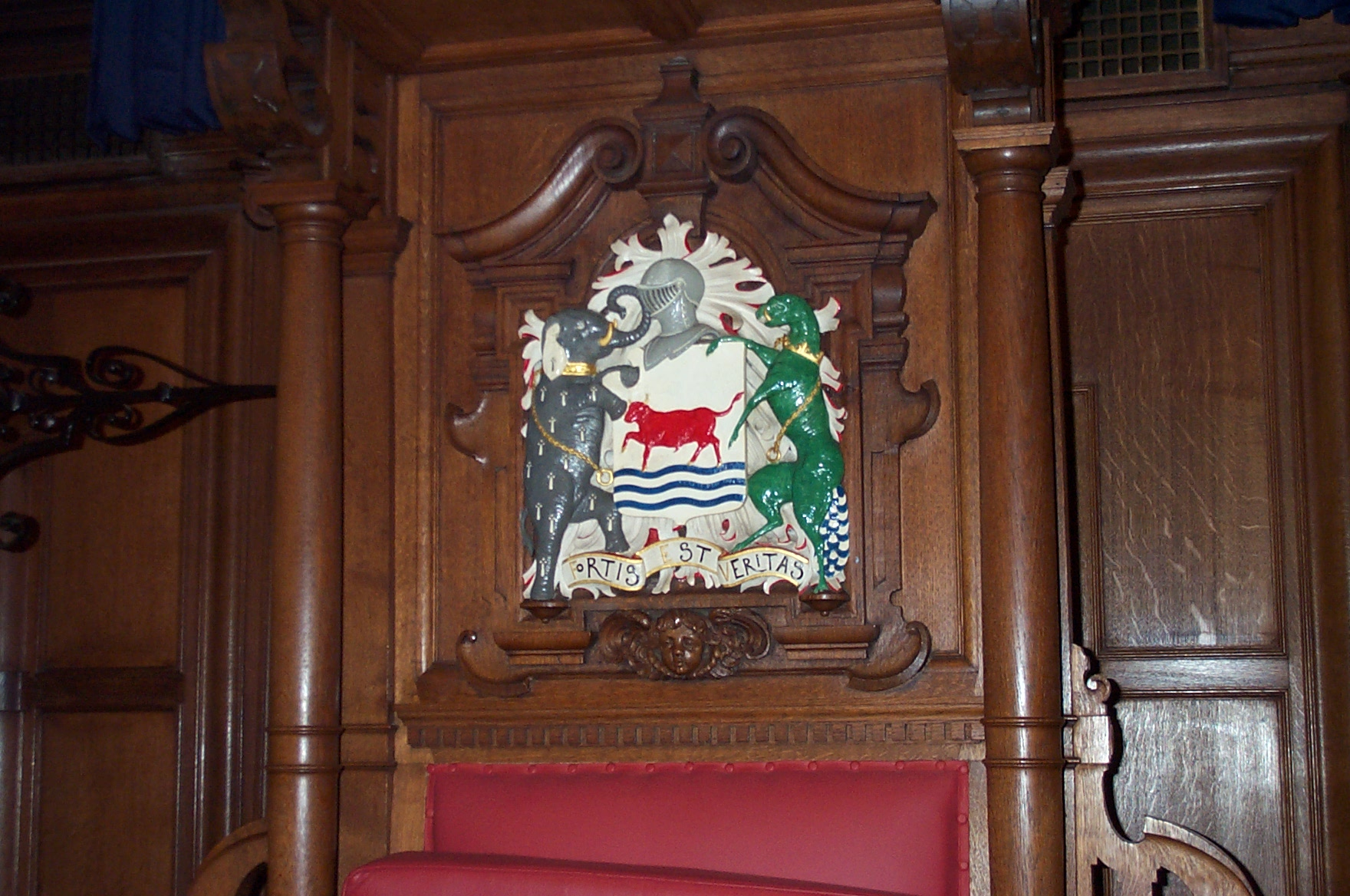
Oxford Címer
Mottó: Fortis est veritas
(Latin: "Az igazság erős")

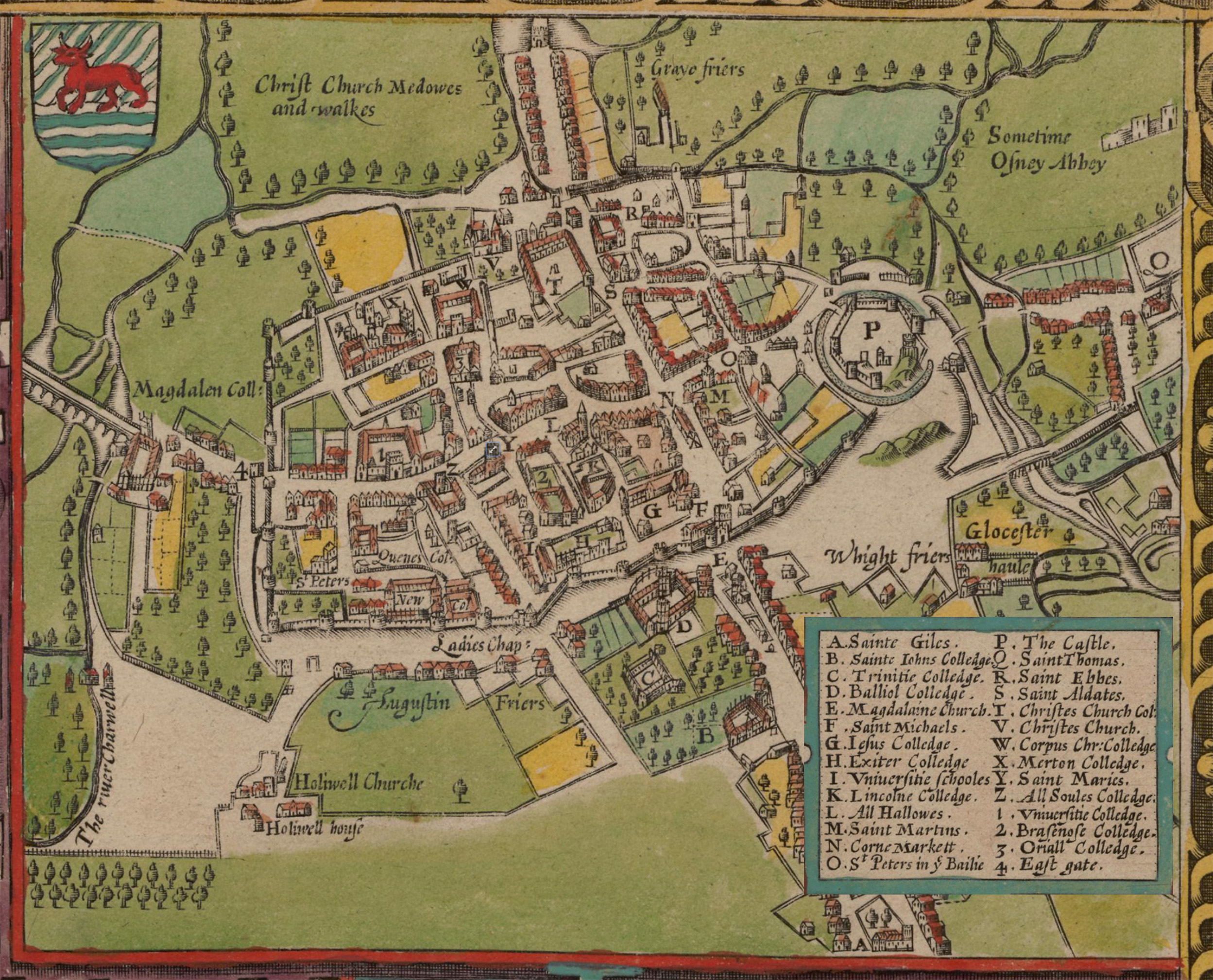
Oxford térképe 1605-ben

A 19. században az oxfordi mozgalom által indított vita az anglikán egyház figyelmének a középpontjába helyezte a várost.

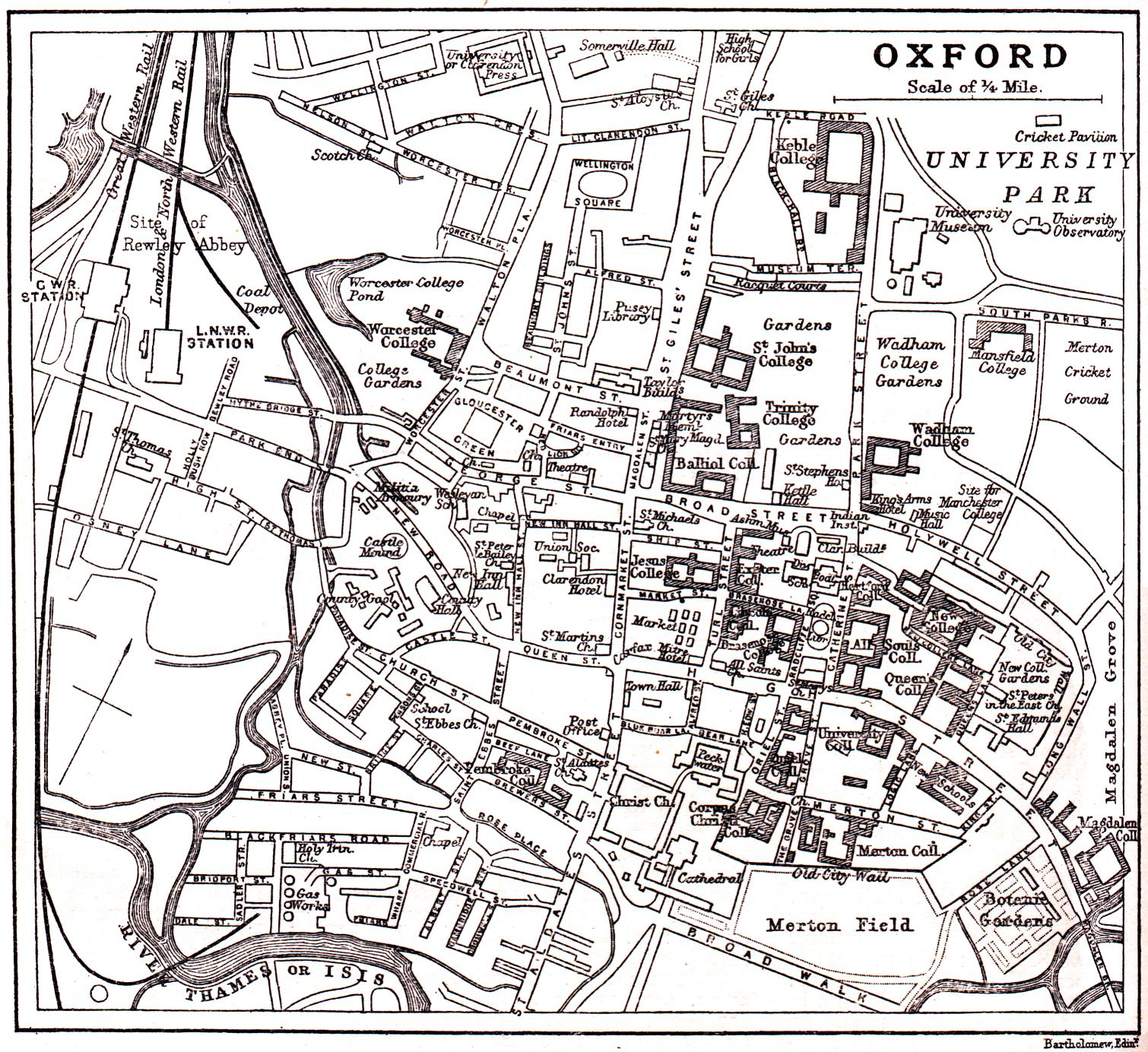
Oxford térképe 1904-ben

Az Oxfordi városházát Henry T. Hare építette. Az alapkőletételre 1893. július 6-án került sor. 1897. május 12-én VII. Edward adta át.
A 20. század elejére a város gyors iparosodásnak indult, ezzel együtt nőtt lakossága. Ez elsősorban a nyomdaipar 1920-as években meginduló fejlődésének köszönhető. Ugyanebben az évtizedben Oxford gazdasága és társadalma nagy változásokon ment át, amikor William Morris megalapította Cowley-ben a Morris Motor Companyt. Az 1970-es évek elején több mint 20 000 munkás dolgozott Cowley-ben a hatalmas Morris Motorsnál és a Pressed Steel Companynél. Erre az időre Oxford két külön részre szakadt. Az egyik a Magdalen Bridge-től nyugatra található egyetemváros, ahol minden május 1-jén a diákok a Cherwellbe ugranak, a másik rész pedig az autók városa, keletre. Innét ered az a szellemes megjegyzés, miszerint Oxford „Cowley jobb partja”. Cowley a '80-as, 90-es évek folyamán a British Laylanddel együtt egyre inkább hanyatlott. Most a BMW Mini-t, a BMW egyik sikerautóját gyártják itt.
A bevándorlók megjelenésével az autógyárakban és az egyetemen tanuló külföldi diákokkal a városnak, azon belül is leginkább Headingtonnak és a Cowley Road környékének köszönhetően Oxfordnak multikulturális hangulata van. Ez látszik a sok báron, kávézón, éttermen, klubon, kisebbségi boltokon és gyorséttermi részeken.
Oxford a legmultikulturálisabb kisvárosa az országnak. Lakosainak 19,3%-a az országon kívül született. 23,2% valamelyik etnikai kisebbséghez tartozik, s 12,9% nem fehér. (2001-es népszámlálás adatai alapján).
1954. május 6-án egy 25 éves orvostanhallgató, Roger Bannister futotta le először kevesebb mint négy perc alatt az egymérföldes távot az Iffley roadi versenyen.
Oxford „másik” egyeteme, az Oxford Brookes University (OBU) 1992-ben kapta meg az egyetemi rangot, korábban politechnikumként működött, és az utóbbi öt évben a legjobb új egyetemnek ezt választották meg. A Brookes egyébként korántsem új egyetem, két, már korábban létező egyetem összeolvadásából született az új intézmény. (Oxford Polytechnic (alapítva 1970-ben) és Oxford School of Art (alapítva 1865-ben)). Az OBU Magyarországon az International Business School-lal tart fent kapcsolatot.

## Gazdasága
Cambridge-vel ellentétben Oxfordban az egyetem nem hozott létre high-tech szektort (ami Cambridge esetében jellemzően a számítástechnikai és orvosi cégekre épül), viszont a szolgáltatószektoron kívül igen jelentős az autógyártás, amit Cowley-ban a BMW egyik gyára képvisel, ahol a BMW Mini-t készítik.

## Híres oxfordiak
- Noel Godfrey Chavasse: kétszer kapta meg a Viktória Keresztet
- Adam Clayton: a U2 basszusgitárosa
- Mike Hallwood: motorkerékpár világbajnok
- Tim Henman: teniszező
- John Kendrew: 1962-ben kémiai Nobel-díjat kapott
- Martin Keown: labdarúgó
- Hugh Laurie: angol színész, humorista, író
- Martha Lane Fox: internetes vállalkozó
- Jane Morris: múzsa
- Robbie Mustoe: labdarúgó
- Garry Parker: labdarúgó
- John Sergeant: újságíró
- Emma Watson: színésznő, a Harry Potter című filmekben Hermione alakítója
- Mark Wright: labdarúgó és edző
- James Rossiter: autóversenyző
- Florence Pugh: színésznő

### Oxford az irodalomban
- Lewis Carroll (polgári neve Charles Dodgson) a Christ Curch diákja volt
- Colin Dexter: író, ma is itt él a Wolvercote negyedben
- T. E. Lawrence: „Lawrence of Arabia” az alapképzést a Jesusben, a mesterképzést a Magdalenben végezte el.
- C. S. Lewis: a Magdalen tagja
- Iris Murdoch: a St. Anee's tagja
- Philip Pullman: az Exterben szerzett alapképzési diplomát
- J. R. R. Tolkien: Az angol nyelv professzora a Mertonban, alapképzési diplomáját az Exterben szerezte
- Mike Philbin: Hertzan Chinema történeteit Oxfordban írta
- Ian McEwan: régebben sok évig Oxfordban lakott

### Híres oxfordi együttesek
- Glass Animals
- Radiohead
- Ride
- Supergrass
- Sweredriver

## Oxford kerületei
- Barton
- Blackbird Leys
- Botley
- Cowley
- Coldharbour
- East Oxford
- Cutteslowe
- Donnington
- Grandpont
- Headington
- Jericho
- New Marston
- Osney
- Rose Hill
- Risinghurst
- Summertown
- Temple Cowley

## Oxford tömegközlekedése
Oxfordnak vasúti összeköttetése van Londonnal, Bournemouth-szal és Worcesterrel a Costwold Line-on, és Birminghammel, Coventryvel, valamint Bicesterrel.
A bicesteri elágazó az Oxfordot Cambridge-dzsel egykor összekötő Varsity Line része volt. 1967 végén a vonal egy részét lezárták. A közlekedési minisztérium 2006-ban megrendelt egy megvalósíthatósági tanulmányt, hogy meg lehet-e nyitni a vasutat 300 000 fontból.
Az Oxford-csatorna összeköti a várost Milanddel és a Temzével. A Temze hajózható összeköttetést biztosít az északi Lechlade és a déli Tedddington Lock között úgy, hogy közben átszeli Londont.
Az Oxford repülőtér Kidlingtonban üzleti és általános célú repüléseknek is teret ad.
A legtöbb helyi közlekedésben részt vevő buszt az Oxford Bus Company és a Stagecoach South Midlands üzemelteti. Van egy olyan vonal, a Londonba közlekedő, ahol nagy a verseny. A Stagecoach járata az Oxford Tube, míg az Oxford Bus-é az Oxford Express. Mindkettő a Glouchester Green autóbusz-pályaudvarról indul, a belváros nyugati végénél. Az Oxford Tube a legsűrűbben közlekedő járatként hirdeti magát. Ugyanez a cég félóránként indít járatokat Cambridge-be, és ritkább járatok mennek Northamptonba, míg a National Express az Észak-Midland és a dél/délnyugat között közlekedő járatokat behozza a városba. Rajtuk kívül a wallingfordi székhelyű Thames Travel biztosít helyi és helyközi járatokat.

## Nevezetességei, turistalátványosságok

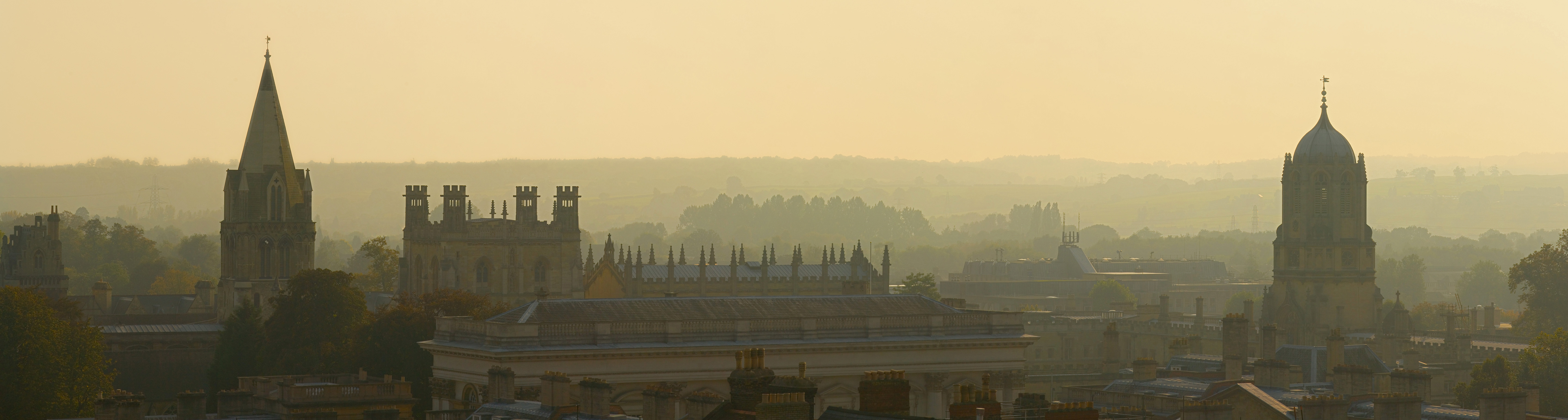
Oxford látképe a Christ Churchtől a Tom Towerig

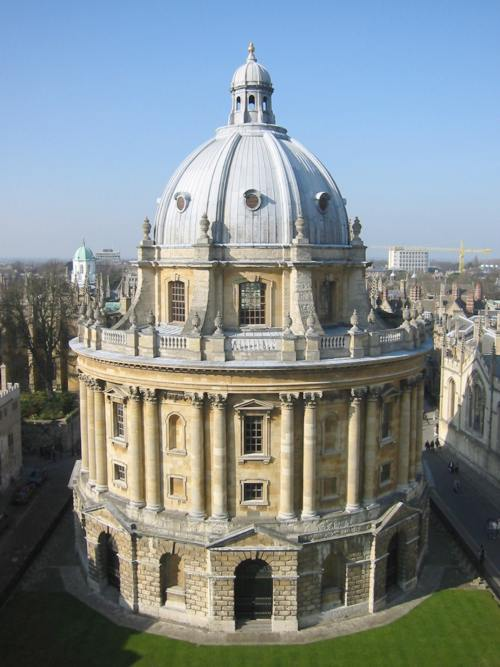
The Radcliffe Camera képe

Oxfordnak számos híres, turisták számára érdekes helye van. Gyakorlatilag ezek mindegyike az Oxford Egyetemhez és az oktatáshoz kapcsolódik. Számos egyéb építmény mellett a Carfax Tower és egy történelmi tematikus útvonal, az Oxford Story is a város központjában található. Sok turista élvezi a vásárlást a Covered Marketen. Itt az emberek többsége megenged magának egy süteményt Ben's Cookies (Ben süteményei) boltjában, nyáron pedig sokan csónakáznak a Temzén vagy a Cherwellen.

### Vallási helyek
- Christ Church Cathedral
- Szent Szűz Mária Temploma (az Egyetem Templom)
- Mártírok emlékműve

#### Templomok Oxford központjában
Anglikán
- Szent Bartalomeó kápolnája, Bartlemas, Cowley Road
- Canning Cresent: Szent Lukács, Canning Crescent
- Cowley plébániatemplom (Szent János), Beauchamp Lane
- Osney: St. Fideswide, Botley Road
- St. Aldates, St. Aldates
- St. Clements, Marston Road
- St. Frideswide's, Botley Road
- St. Gile's, Woodstock Road 10
- Szent Margit, St Margaret's Road
- Szent Mária Magdolna, Magdalen Street (a Debenhamsszel szemben)
- Szent Mihály az Északi kapunál Cornmarket Street
- Szent Tamás mártír, Becket Street
- Szent András, Linton Road
- Szent Barnabás, Cardigan Street
- Szent Mátyás, Marlborough Road
- Szent Mária és Szent József plébániatemplom, Cowley Road
- Pussey House, St Giles' Street
- Szent Alban mártír, Charles Street
- St. Ebbe's, Penyfarthing Place
- Szent Kereszt, St Cross Road (a Manor road-i csomóponthoz közel)
- Szent János evangélista, Vicarage Road
- Szent Szűz Mária egyetemi temploma: High Stret

Van két további templom, amik ma egyetemi könyvtárként szolgálnak:
- Mindenszentek, ma a Lincoln College könyvtára
- Keleti Szent Péter a Queen's Lane-en most a St Edmund's Hall könyvtára

Katolikus
- Katolikus káptalan Rose Place, St. Aldates Street
- Blackfairs Katolikus Dominikánus kolostor
- St. Akoysius Gonzaga, Woodstock Road
- Padovai Szent Antal, Headley Way
- Ferencesek

Baptista
- New Road, baptista templom
- Headingtoni baptista templom
- John Bunyan baptista templom
- Woodstock Road, baptista templom

Egyéb
- Német evangélikus mise a Szent Szűz Mária templomban a High Streeten.
- Oxfordi unitáriusok a Harris Manchester College templomában
- Kvékerek St Giles'
- Szent Kolumba Egyesült Református Egyháza, Alfred Street
- Üdvhadsereg, Oxford Citadel, Albion Place
- Nyugati metodista egyház, New Inn Hall Street
- Oxford Vineyard
- A fentieken kívül számos kisebb egyház is megtalálható a városban

### Múzeumok és galériák
Oxfordi Egyetem:

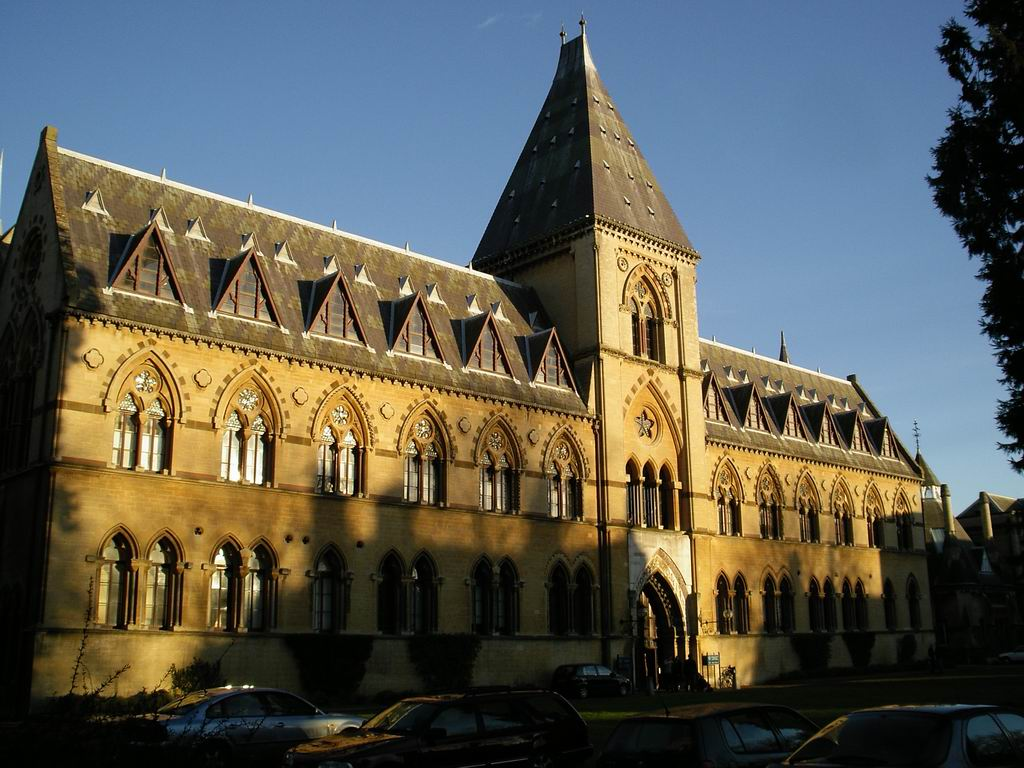
Az Oxfordi Egyetem Természetrajzi múzeuma

- Ashmolean Museum Nagy-Britannia legrégebbi múzeuma
- Pitt Rivers Museum
- Museum of Natural History (Természetrajzi Múzeum) itt őrzik az oxfordi dodó maradványait
- Museum of the History of Science (Tudománytörténeti Múzeum) Nagy-Britannia első, erre a célra készült múzeumépülete
- Bate Collection of Musical Instruments (Hangszerek Gyűjteménye)

Egyebek
- Museum of Oxford (Oxfordi Múzeum)
- Museum of Modern Art (Modern Művészetek Múzeuma)
- Science Oxford (Oxfordi tudomány)
- OVADA
- oxfordi vár

### Egyetemi épületek

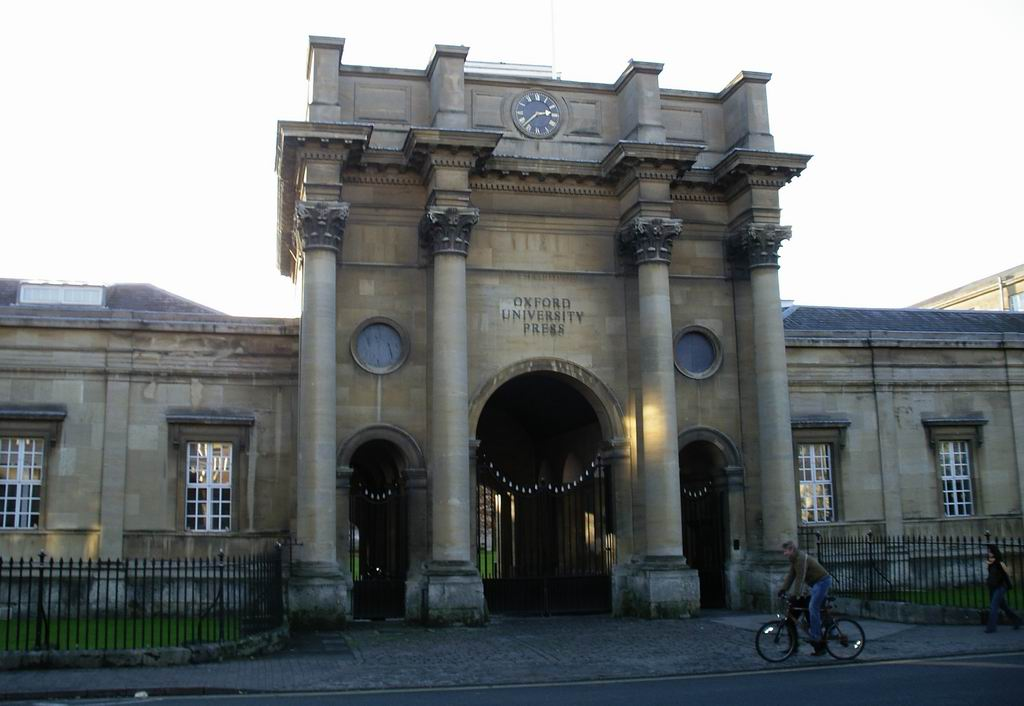
Oxford University Press

Ebben a listában nincsenek bent az egyetem „karai”
- Bibliotheca Bodleiana
- Clarendon Building (gyakran használják televíziós és filmes forgatások helyszínéül)
- Radcliffe Camera egy a több, John Radcliffe-ről elnevezett épület közül
- Shedonian Színház
- Oxford University Press

### Közterek
A következő parkok a belvárosban vagy attól maximum gyalogtávolságon belül vannak, így rengeteg zöld felület áll az itt lakók és az ide kirándulók rendelkezésére. A szabad parkok a következők:
- University Parks
- Egyetemi Botanikus Kert
- Christ Church Mező
- Port Mező
- Mesopotamia
- Angel & Greyhound Mező
- Cuttelslowe Park
- Florence Park
- South Park

### Kereskedelmi területek
- Cornmarket Street
- High Street
- Little Clarendon Street
- Broad Street
- Covered Market
- George Street
- Clarendon bevásárlóközpont
- Westgate bevásárlóközpont
- Golden Cross

A belvároson kívül:
- Templars' Square bevásárlóközpont
- Cowley Road
- St. Clements, Oxford
- London Road, Headington, Oxford
- Banbury Road, Summertown, Oxford
- Walton Street, Jericho, Oxford
- Botley Road, Oxford

### Színházak és mozik
- Oxford Színház, Beaumont Street
- Új Színház George Street
- Ultimate Mozipalota, Cowley Road
- Phoenix Picturehouse, Walton Street
- The Odeon Cinema, George Street
- The Odeon Cinema, Magdalen Street
- Burton Taylor Színház
- Régi Tűzoltóállomás Színház, George Street
- Vue Cinema

### Hagyományos és történelmi pubok

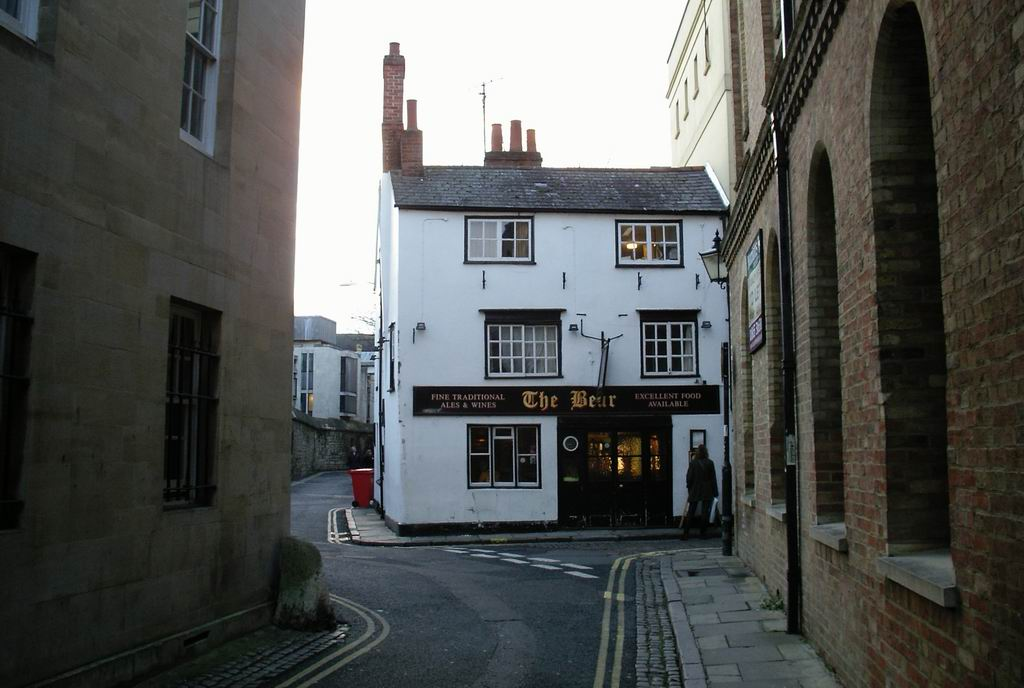
"The Bear" történelmi pub

- The Eagle and Child (A sas és a gyerek)
- Turf Tavern
- The Bear (A medve)
- The Trout (A pisztráng)
- The King's Arms (A király fegyverei)
- The Chequers
- The Original Swan (Cowley-ban)

És számos egyéb hely, ami a várost és az egyetem vendégei kényelmét is szolgálja.

## Média és sajtó
A BBC rádióállomásai mellett, amelyek az egész ország területén foghatók, a következő helyi rádiók működnek a városban: BBC Radio Oxford, Fox FM, Passion 107,9, és az Oxide: Oxford Student Radio. Elérhető egy helyi TV, a Six TV: Az Oxfordi Csatorna is.
A legnépszerűbb helyi lapok közé tartozik az Oxford Mail napi bulvárlap, az Oxford Times heti nagyméretű lap, a hetente megjelenő ingyenes Oxford Journal, valamint a hetente ingyen házhoz szállított Oxford Star. Több reklámügynökségnek is Oxford a székhelye.
Mostanában gyakran önkéntesek kezdenek el nem kereskedelmi céllal, nem profitorientáltan újságokat szerkeszteni. Ezek közül ismertebbek a Jericho Echo és az Oxford Prospect.

## Iskolák
Oxford és környéke számtalan felsőoktatási intézménynek ad otthont, sok közülük a világ minden részéről fogad hallgatókat. Sok közülük több száz éves intézmény, amelyek megőrizték kapcsolatukat az egyetemmel, és megtartották azt a szokást, miszerint csak az egyik nem tanulhat egy-egy iskolában. Gyakoriak az iskolák közötti, tudást mérő versenyek.
A következő iskolák ismertebbek:
- Abingdon School
- Cheney School
- Cherwell School
- Christ Church Cathedral School
- Dragon School
- Headington School
- Magdalen College School
- New College School
- D'Overbroecks College School
- Oxford Community School
- Oxford High School
- Peers School
- Radley College
- Rye St Antony School
- St Clare's College
- St Edwards School
- St Gregory the Great School
- St Helen and St Katharine School
- Summer Fields School
- Wheatley Park School

## Testvérvárosok
Minden testvérvárosa egyetemi város:
- Bonn, Németország
- Grenoble, Franciaország
- León, Nicaragua
- Leiden, Hollandia
- Perm, Oroszország